# Igor Klipii
Igor Klipii (n. 13 ianuarie 1968, Fundurii Vechi, raionul Glodeni) este un diplomat și politician moldovean.

## Biografie
Este licențiat în istorie și drept al Universității Pedagogice "Ion Creangă" din Chișinău (1992), după care a făcut studii de masterat în științe politice la Școala Națională de Studii Politice și Administrative din București (1992-1994) și de relații internaționale la Institutul European de Înalte Studii Internaționale din Nisa (1997-1998). În 1994-1997 a fost consultant în Direcția Relații Externe a Parlamentului Republicii Moldova. Între 1998 și 1999 a fost șeful Direcției Documentare și Analiză Politică a Parlamentului Republicii Moldova, iar între 1999 și 2001 a fost șeful Direcției Relații Externe a Parlamentului Republicii Moldova. În mai 2001 a fost ales secretar general al Partidului Social-Liberal, iar de la 10 februarie 2008, după fuziunea PSL cu Partidul Democrat din Moldova, până la 12 iunie 2010 a fost vicepreședinte al PDM. În 2005 - 2009 a fost deputat în Parlamentul Republicii Moldova. Între 2010 și 2015 a fost Ambasadorul Republicii Moldova în Lituania. De la 1 septembrie 2015 este Secretar general adjunct al Parlamentului Republicii Moldova. 
Igor Klipii este căsătorit și are 3 copii. Vorbește limbile română (maternă), rusă, franceză și engleză.

## Principalele publicații
- Igor KLIPII, Evoluția cadrului politic al problemei integrării europene a Republicii Moldova Arhivat în 9 septembrie 2010, la Wayback Machine. (Chișinău, IPP, 2001)
- Igor KLIPII, Le cadre politico-militaire pour les operations conjointes Alies-Partenaieres (Bruxelles, NATO, 2003)